# Freekin' the Frame
Freekin' the Frame is een ep van de soulartiest Jamie Lidell. Het formaat van deze ep is een 12"-vinyl.

## Nummers
- A1. "Freely Freekin"
- A2. "Coyote"

- B1. "Bugged In"
- B2. "Compaction Blues"